# Championnat de France féminin de rink hockey 2014-2015
Navigation
Nationale 1 2013-2014 Nationale 1 2015-2016
L'édition du 2014-2015 du championnat de France de rink hockey féminin est la 20e édition de cette compétition. Le CS Noisy-le-Grand en est le tenant en titre.

## Clubs engagés pour la saison 2014-2015
| \| Coutras Noisy-le-Grand Ploufragan Saint-Brieuc Mérignac Nantes Vaulx-en-Velin \| Localisation des clubs engagés dans le championnat. |
| Coutras Noisy-le-Grand Ploufragan Saint-Brieuc Mérignac Nantes Vaulx-en-Velin                                                           |

| Club               | Classement 2013-2014 | Entraîneur(s) | Salle(s)                                 |
| ------------------ | -------------------- | ------------- | ---------------------------------------- |
| CS Noisy-le-Grand  | 1re                  |               | Gymnase des Yvris, Noisy-le-Grand        |
| US Coutras         | 2e                   |               | Patinoire Milou Ducourtioux, Coutras     |
| ROC Vaulx-en-Velin | 3e                   |               | Gymnase Ambroise Croizat, Vaulx-en-Velin |
| Nantes Métropole   | 4e                   |               |                                          |
| RAC Saint-Brieuc   | 5e                   |               | Salle André Pelé, Saint-Brieuc           |
| SPRS Ploufragan    | 7e                   |               | Salle Glenan, Ploufragan                 |
| SA Mérignac        | -                    |               | Roller Stadium, Mérignac                 |

## Saison régulière

### Tableau synthétique des résultats
| Résultats (dom.\ext.)                                      | USC | SAM | NMRH | CSNG | SPRS | RAC | ROC |
| US Coutras                                                 |     | -   | -    | -    | -    | -   | -   |
| SA Mérignac                                                | -   |     | -    | -    | -    | -   | -   |
| Nantes Métropole                                           | -   | -   |      | -    | -    | -   | -   |
| CS Noisy-le-Grand                                          | -   | -   | -    |      | -    | -   | -   |
| SPRS Ploufragan                                            | -   | -   | -    | -    |      | -   | -   |
| RAC Saint-Brieuc                                           | -   | -   | -    | -    | -    |     | -   |
| ROC Vaulx-en-Velin                                         | -   | -   | -    | -    | -    | -   |     |
| - Victoire à domicile - Match nul - Victoire à l'extérieur |     |     |      |      |      |     |     |

### Classement de la saison régulière
| Rang | Équipe                | Pts | J  | G  | N | P  | Bp | Bc | Diff |
| ---- | --------------------- | --- | -- | -- | - | -- | -- | -- | ---- |
| 1    | US Coutras            | 33  | 11 | 11 | 0 | 0  | 93 | 8  | +85  |
| 2    | CS Noisy-le-Grand (T) | 30  | 12 | 10 | 0 | 2  | 64 | 25 | +39  |
| 3    | ROC Vaulx-en-Velin    | 21  | 12 | 7  | 0 | 5  | 43 | 34 | +9   |
| 4    | SA Mérignac           | 21  | 11 | 7  | 0 | 4  | 36 | 28 | +8   |
| 5    | Nantes Métropole      | 7   | 12 | 2  | 1 | 9  | 25 | 62 | -37  |
| 6    | SPRS Ploufragan       | 7   | 12 | 2  | 1 | 9  | 15 | 66 | -51  |
| 7    | RAC Saint-Brieuc      | 3   | 12 | 1  | 0 | 11 | 7  | 60 | -53  |

|     | Champion        |
| (T) | Tenant du titre |